# 362177 Anji
362177 Anji este o planetă minoră (asteroid) din centura de asteroizi. A fost descoperită pe 21 martie 2009 la Lulin Observatory⁠(d) de Chen Tao⁠(d) și a fost numită după Anji County⁠(d). 
Obiectul prezintă o orbită caracterizată de o semiaxă mare de 2,4269072675995 UAi, o excentricitate de 0,15, o înclinație de 1,6 ° în raport cu ecliptica.